# 23-001
23-001 (нагрузка от оси 23 тс, № 001), нередко обозначаемый в литературе как УУ (Улан-Удэнский завод) — опытный советский грузовой паровоз типа 1-5-2 («Техас»), разработанный и построенный в 1949 году Улан-Удэнским паровозостроительным заводом.
Проектирование осуществлялось под руководством главного конструктора завода — П. М. Шаройко. Характерной особенностью паровоза являлась высокая осевая нагрузка, которая достигала 23 тонн.
В 1950 году, после завершения тяговых и теплотехнических испытаний на «Бутовском» кольце ЦНИИ МПС, паровоз 23-001 поступил для опытной эксплуатации в депо «Красный Лиман-Север», где параллельно с паровозами серии ФД, успешно работал на тяговом участке «Красный Лиман — Основа», вплоть до 1960 года.